# Eduardo Salvio
Eduardo Antonio „Toto” Salvio (ur. 13 lipca 1990 w Avellanedzie) – argentyński piłkarz grający na pozycji skrzydłowego. Od 2024 roku zawodnik argentyńskiego klubu Lanús.

## Życiorys
W czasach juniorskich trenował w Club Atlético Lanús. W 2008 roku dołączył do jego pierwszego zespołu. W rozgrywkach Primera División Argentina zadebiutował 25 sierpnia 2008 w przegranym 1:2 meczu z Boca Juniors w ramach rundy otwarcia. Na boisku pojawił się w 70. minucie, zmieniając Adriána Peraltę. W debiutanckim sezonie rozegrał 29 meczów w lidze (turniej otwarcia oraz zamknięcia) i zdobył 9 goli. W lecie 2009 roku był, zgodnie ze spekulacjami medialnymi, bliski transferu do włoskiego ACF Fiorentina, lecz negocjacje zakończyły się fiaskiem. Po zakończeniu rundy otwarcia sezonu 2009/2010, w której zagrał w 12 meczach i strzelił 2 gole, odszedł 11 stycznia 2010 za około 8 milionów euro do Atlético Madryt. Pierwszy mecz w Primera División rozegrał 28 lutego 2010 przeciwko Valencii CF (wygrana Atlético 4:1). Do gry wszedł w 88. minucie, zastępując Simão Sabrosę. Sezon 2009/2010 zakończył z 13 meczami rozegranymi w najwyższej klasie rozgrywkowej Hiszpanii. Wraz z klubem świętował wygranie Ligi Europy. 19 sierpnia 2010 został wypożyczony na rok do lizbońskiego SL Benfica. 28 sierpnia 2010 zagrał w wygranym 3:0 spotkaniu z Vitórią Setúbal. Był to jego debiut w Primeira Liga. Boisko opuścił z konieczności w 24. minucie zmieniony przez bramkarza Roberto, gdyż grający na pozycji bramkarza Júlio César otrzymał czerwoną kartkę. W trakcie wypożyczenia zagrał w 19 meczach ligowych i zdobył 4 gole. Po powrocie był zawodnikiem Atlético jeszcze przez jeden sezon, w którym ponownie wygrał wraz z klubem Ligę Europy. 31 lipca 2012 odszedł za 11 milionów euro do Benfiki. W sezonach 2013/2014, 2014/2015, 2015/2016 i 2016/2017 sięgał z nią po mistrzostwo Portugalii.
Reprezentował Argentynę w kategoriach wiekowych do lat 17 i do lat 20. W 2007 roku wziął udział w rozgrywanych w Korei Południowej Mistrzostwach Świata do lat 17. Zagrał na nich w pięciu meczach. W seniorskiej reprezentacji Argentyny zadebiutował 20 maja 2009 w towarzyskim meczu przeciwko Panamie. Spotkanie to zakończyło się zwycięstwem Argentyńczyków 3:1, a Salvio został zmieniony w 59. minucie przez Sebastiána Blanco.